# 阿部康次

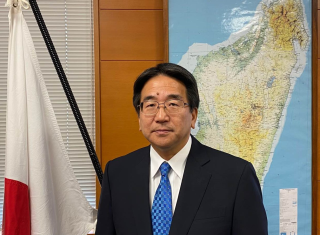
外務省より公表された公式肖像画像

阿部 康次（あべ こうじ、1964年〈昭和39年〉5月5日 -）は、日本の外交官。
昭和62年外務省入省後、在フランス大使館公使等を務めたのち、令和4年9月より駐マダガスカル兼コモロ特命全権大使。

## 人物
神奈川県出身。京都大学法学部卒業（昭和62年3月）。

## 略歴
- 昭和62年4月　外務省入省
- 平成15年8月　内閣法制局第三部参事官
- 平成19年4月　外務省国際協力局国別開発協力第二課長
- 平成20年8月　在カナダ日本国大使館 参事官
- 平成23年8月　総合外交政策局人権人道課長、内閣官房内閣参事官（内閣官房副長官補付）兼内閣官房アイヌ総合政策室 参事官
- 平成25年8月　宮内庁式部官
- 平成27年3月　天皇皇后両陛下パラオ国御訪問随員
- 平成28年1月　天皇皇后両陛下フィリピン国御訪問随員
- 平成28年2月　在ニューヨーク日本国総領事館 領事
- 令和元年10月　在フランス日本国大使館 公使
- 令和2年8月　博覧会国際事務局総会日本政府代表
- 令和4年9月　駐マダガスカル兼駐コモロ特命全権大使

## 同期
- 飯島俊郎（19年：宮内庁式部副長、18年：経済局審議官、16年：総合外交政策局参事官）
- 石塚英樹（23年：ジョージア大使）
- 伊澤修（25年:北大西洋条約機構（NATO）日本政府代表部大使 22年：セネガル大使）
- 植野篤志（22年：カンボジア大使、20年：国際協力局長）
- 岡野正敬（25年:国家安全保障局長 23年：外務事務次官、22年：内閣官房副長官補、21年：総合外交政策局長、19年：国際法局長）
- 小和田雅子（皇后雅子）（19年：立后、93年：皇太子妃冊立）
- 紀谷昌彦（22年：ASEAN大使、19年：シドニー総領事、17年：政策立案参事官、15年：南スーダン大使）
- 志野光子（24年：ドイツ大使、22年：国際連合日本政府代表部特命全権大使、21年：儀典長）
- 柴田裕憲（23年：エチオピア大使、20年国際協力機構理事）
- 高橋克彦（24年:政府代表・特命全権大使（国際経済・貿易担当ほか） 21年：マレーシア大使、19年：中東アフリカ局長）
- 塚田玉樹（23年：イラン大使、20年：米国特命全権公使、19年：地球規模課題審議官）
- 津川貴久（23年：農畜産業振興機構理事、20年：ベナン大使）
- 中川弘一（22年：在コルカタ総領事）
- 中川勉（23年：アフリカ連合代表部大使、21年：出入国在留管理庁審議官、18年：デトロイト総領事）
- 中田昌宏（22年：スイス公使）
- 中村和人（24年:キューバ大使 22年：ニカラグア大使）
- 中村耕一郎（24年：エストニア大使、21年：内閣情報調査室内閣衛星情報センター分析部長、18年：ウラジオストク総領事）
- 早川修（24年：ドミニカ共和国大使、22年：立命館アジア太平洋大学教授）
- 樋口義広（19年：マダガスカル大使）
- 松浦博司（24年：ケニア大使、20年：イギリス公使）
- 松田弥生（05年：弁護士）
- 丸山浩平（22年：在バンクーバー総領事、19年在釜山総領事）
- 本清耕造（24年：メキシコ大使、21年：在ジュネーブ国際機関日本政府代表部次席常駐代表、20年：軍縮不拡散・科学部長）
- 山内弘志（22年：アルゼンチン大使、21年：国際情報統括官）